# Александр Укіджа
Александр Роже Укіджа (араб. ألكسندر أوكيدجا, фр. Alexandre Roger Oukidja, нар. 19 липня 1988, Невер) — алжирський футболіст змішаного франко-алжирського походження, воротар клубу «Мец». Має також громадянство Франції. Відомий також виступами за клуби «Страсбур», «Рояль Ексель Мускрон» а також національну збірну Алжиру.
У складі збірної — володар Кубка африканських націй 2019 року.

## Клубна кар'єра
Народився 19 липня 1988 року в місті Невер у родині алжирця та француженки. Вихованець футбольної школи клубу «Геньон», у якому і розпочав дорослу футбольну кар'єру 2005 року в основній команді, в якій провів один сезон, щоправда зігравши за неї лише 1 матч у чемпіонаті.
У 2006 році Александр Укіджа перейшов до клубу Ліги 1 «Лілль», проте грав виключно за аматорську команду «Лілль-2», за яку за 6 років провів 84 матчі. 27 січня 2012 року футболіст перейшов на правах оренди до складу команди Національного чемпіонату «Байонна», у якому перебував 6 місяців. Після цього з середини 2012 року до середини 2014 також на правах оренди Укіджа грав за бельгійську команду другого дивізіону «Рояль Ексель Мускрон», за яку провів 64 матчі.
2014 року Александр Укіджа уклав контракт з клубом «Страсбур». Спочатку команда виступала в третьому дивізіоні, проте вже за рік команда піднялась до Ліги 2, а пізніше вийшла до найвищого французького дивізіону. У складі команди протягом 4 років Укіджа відіграв понад 100 матчів, був основним воротарем команди.
У 2018 році Александр Укіджа став гравцем команди Ліги 1 «Мец». Станом на березень 2023 року відіграв за команду з Меца 141 матч у національному чемпіонаті.

## Виступи за збірну
Оскільки Александр Укіджа походить зі змішаної алжирсько-французької сім'ї, батько його є алжирцем, а мати француженкою, він має подвійне французько-алжирське громадянство. У зв'язку із цим футболіст отримав запрошення до збірної Алжиру, в якій дебютував 26 березня 2019 року в грі зі збірною Тунісу.
У складі національної команди був учасником Кубка африканських націй 2019, який завершився перемогою алжирців, щоправда сам Укіджа в матчах турніру на поле не виходив, був одним із запасних голкіперів, резервістом Раїса М'Болі.

## Статистика виступів

### Статистика клубних виступів
| Сезон                | Команда              | Чемпіонат            | Чемпіонат | Чемпіонат | Національний кубок | Національний кубок | Національний кубок | Континентальні кубки | Континентальні кубки | Континентальні кубки | Інші змагання | Інші змагання | Інші змагання | Усього | Усього |
| Сезон                | Команда              | Ліга                 | Ігор      | Голів     | Ліга               | Ігор               | Голів              | Ліга                 | Ігор                 | Голів                | Ліга          | Ігор          | Голів         | Ігор   | Голів  |
| -------------------- | -------------------- | -------------------- | --------- | --------- | ------------------ | ------------------ | ------------------ | -------------------- | -------------------- | -------------------- | ------------- | ------------- | ------------- | ------ | ------ |
| 2016–17              | «Страсбур»           | Л2                   | 36        | -44       | КФ+КЛ              | 0+0                | 0+0                | -                    | -                    | -                    | -             | -             | -             | 36     | -44    |
| 2017–18              | «Страсбур»           | Л1                   | 17        | -29       | КФ+КЛ              | 2+2                | -2 + -4            | -                    | -                    | -                    | -             | -             | -             | 21     | -35    |
| Усього за «Страсбур» | Усього за «Страсбур» | Усього за «Страсбур» | 53        | -73       |                    | 4                  | -6                 |                      | -                    | -                    |               | -             | -             | 57     | -79    |
| 2018–19              | Мец                  | Л2                   | 38        | -23       | КФ+КЛ              | 0+0                | 0+0                | -                    | -                    | -                    | -             | -             | -             | 38     | -23    |
| Усього за Мец        | Усього за Мец        | Усього за Мец        | 38        | -23       |                    | 0                  | 0                  |                      | -                    | -                    |               | -             | -             | 38     | -23    |
| Усього за кар'єру    | Усього за кар'єру    | Усього за кар'єру    | 91        | -96       |                    | 4                  | -6                 |                      | -                    | -                    |               | -             | -             | 95     | -102   |

## Титули і досягнення
- Володар Кубка африканських націй (1): 2019